# Coroieni (gmina)
Coroieni – gmina w Rumunii, w okręgu Marmarosz. Obejmuje miejscowości Baba, Coroieni, Dealu Mare, Drăghia i Vălenii Lăpușului. W 2011 roku liczyła 2219 mieszkańców.